# Trattöronfladdermöss
Trattöronfladdermöss (Natalidae) är en familj av fladdermöss som förekommer i Amerika. I familjen finns fem till elva arter som fördelas på ett till tre släkten.

## Utbredning och habitat
Arterna förekommer i Centralamerika (Nordamerika) samt i norra och mellersta Sydamerika. Utbredningsområdet sträcker sig från Mexiko till Brasilien och de finns även på en del karibiska öar. Tidigare fanns många fler arter på dessa öar men de dog ut efter människans ankomst.
Habitatet utgörs huvudsakligen av skogar upp till 2 500 meter över havet.

## Kännetecken
Trattöronfladdermöss är jämförelsevis små med en kroppslängd mellan 35 och 55 millimeter samt en vikt mellan 4 och 10 gram. De har en 50 till 60 mm lång svans och 27 till 41 mm långa underarmar. Den långa mjuka pälsen har en gul-, röd- eller brunaktig färg och undersidan är oftast ljusare. En underart av Natalus stramineus byter pälsfärg under årets lopp. De har smala vingar, långa bakre extremiteter och en lång svans. Som namnet antyder har de stora trattformiga öron. Öronens basis ligger ungefär i samma höjd som munnen. Huvudet är ungefär klotformigt. Hannar har över nosen ett ovanligt knöligt organ men det är inte utrett om organet är ett slags körtel eller ett sinne. Vid nosen finns inga bladformiga hudveck som hos flera andra fladdermöss.

## Levnadssätt
Som sovplats använder de grottor, gruvor eller håligheter i träd. Ofta syns de tillsammans med andra fladdermöss när de vilar. De sover i grupper av tiotals till hundratals individer. Under natten letar de efter föda. Deras flyg påminner om klädesmalens rörelse i luften. Födan utgörs nästan uteslutande av insekter som fångas nära marken.
Honor har förmåga att para sig en gång per år. Efter dräktigheten som varar i åtta till tio månader föder honan en enda unge. I Centralamerika föds ungarna vanligen under den torra årstiden. Före födelsen skiljer sig honorna från hanarna (uppgift för Natalus stramineus). Ungdjur är vid födelsen påfallande stora med en vikt nära 50 % av moderns vikt. Annars är inte mycket känt om arternas fortplantningssätt.

## Systematik
Trattöronfladdermössens arter fördelas på tre släkten. De listades i äldre avhandlingar som undersläkten till Natalus.
- Släkte Natalus
  - Natalus stramineus har det största utbredningsområdet och förekommer från Mexiko till Brasilien. (är sedan 2000-talet uppdelad i flera arter, se släktets artikel)
  - Natalus tumidirostris lever i norra Sydamerika, Colombia till Surinam.
- Släkte Chilonatalus
  - Chilonatalus tumidifrons är endemisk på Bahamas. Den listas som missgynnad.
  - Chilonatalus micropus förekommer på Kuba, Jamaica och Hispaniola.
- Släkte Nyctiellus
  - Nyctiellus lepidus finns på Kuba och Bahamas.

De olika populationerna av Natalus stramineus listas idag av vissa zoologer som självständiga arter.